# Cetylalkohol
Cetylalkohol, též známý jako 1-hexadekanol nebo palmitylalkohol (systematický název hexadekan-1-ol), je tuhá organická sloučenina s funkčním vzorcem CH3(CH2)15OH. Při pokojové teplotě má cetylalkohol podobu voskovité hmoty nebo vloček. Patří do skupiny mastných alkoholů.
Název cetyl je odvozen od velrybího oleje (velryba je lat. cetus), z něhož byl cetylalkohol poprvé izolován.

## Historie
Cetylalkohol byl objeven v roce 1817 francouzským chemikem Michelem Chevreulem, který zahříval vorvaňovinu, voskovitou látku získávanou z oleje vorvaně obrovského, společně s draselným louhem (hydroxidem draselným). Při ochlazení se objevily vločky cetylalkoholu.

## Výroba
S ústupem komerčního lovu velryb již není cetylalkohol vyráběn primárně z velrybího oleje, nýbrž je jedním z konečných produktů petrochemického průmyslu nebo se vyrábí z rostlinných olejů, například palmového nebo kokosového. Výroba z palmového oleje znamenala také vznik jednoho z alternativních názvů, palmitylalkohol.

## Použití
Cetylalkohol se používá v kosmetickém průmyslu jako tenzid v šamponech, jako emoliens, emulgátor nebo zahušťovadlo při výrobě pleťových krémů a mlék Využívá se také jako mazivo na šrouby a matice.